# 埃列爾·薩里寧
戈特利布·埃列爾·薩里寧（芬蘭語：Gottlieb Eliel Saarinen，芬蘭語發音：[ˈeliel ˈsɑːrinen]; 1873年8月20日—1950年7月1日）是芬兰建筑师、城市規劃師，在20世紀初以其新艺术运动風格的建築而聞名，其作品被認為是芬蘭建筑的代表。其子埃罗·萨里宁後來成为世界著名的建築師。

## 在芬蘭的生活和工作

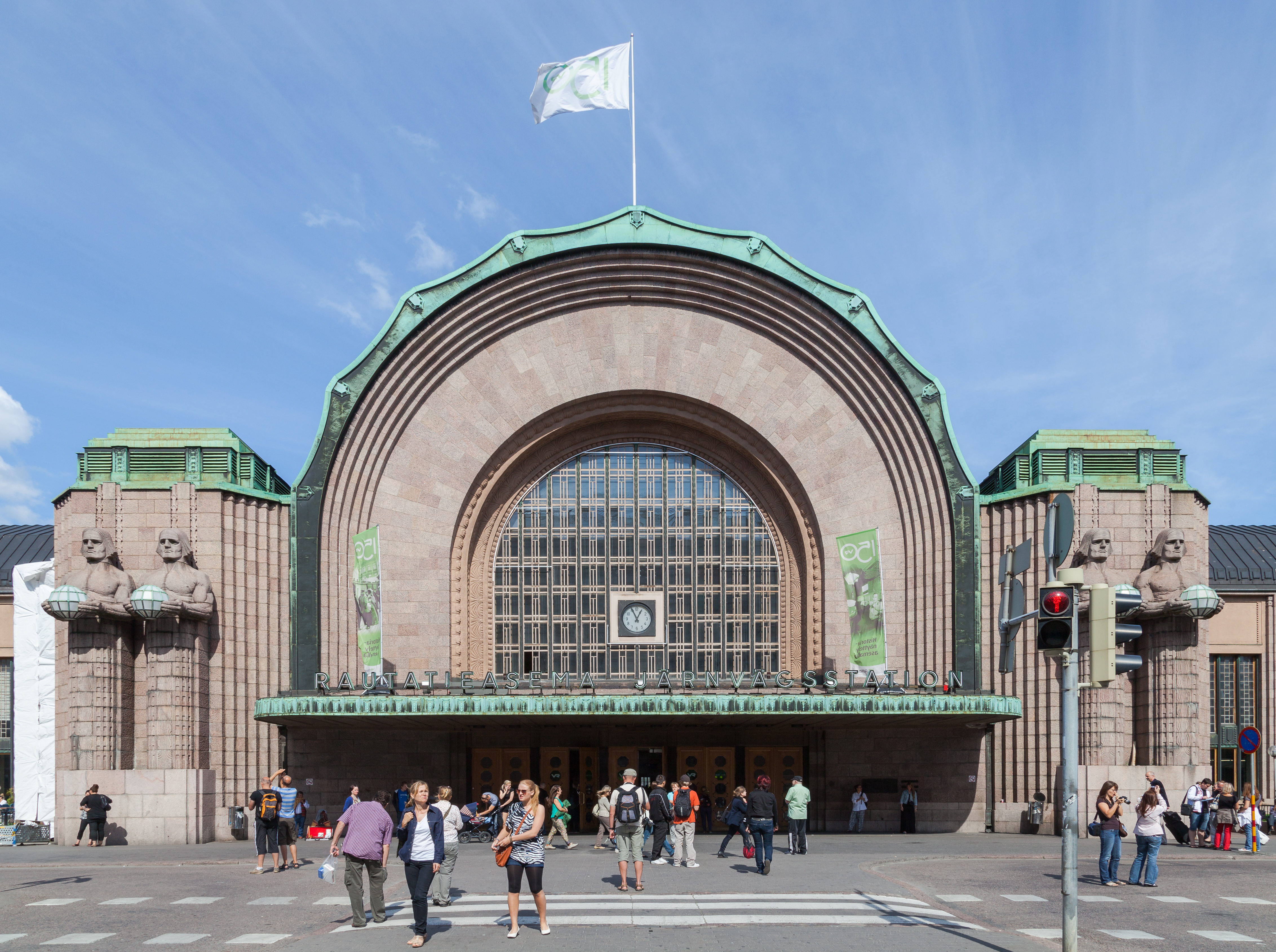
赫尔辛基中央车站

薩里寧畢業於赫尔辛基理工大学。他自1896年至1905年作為合伙人在耶塞柳斯林德格倫和薩里寧建築師事務所工作。他在這個公司的首個重要工作是1900年世界博览会的芬蘭館，展館融合了芬蘭木建築、英國哥特復興風格和北歐青年風（新藝術運動的一支）。薩里寧的早期方式後來產生了芬蘭的民族浪漫主義風格，到赫尔辛基中央车站時達到頂峰。

## 移居美國
埃列爾·薩里寧在他著名的競賽入圍作品芝加哥的论坛报大厦後，於1923年移至美國。儘管薩里寧的設計得到第二名而未能建造，但其有個忠實的實現作品是1929年位於休斯敦的高爾夫大廈。薩里寧首先定居在伊利诺伊州的埃文斯顿，在那做他的芝加哥湖濱的发展计划工作。1924年他成為密歇根大学的客座教授，並認識了著名華人建築師徐敬直。